# Церковь Святителя Николая на воде
Храм Святителя Чудотворца Николая на воде — православный храм на Днепре у набережной Подола в Киеве. Первый и единственный храм на Украине, расположенный в акватории. Высота 23 метра. С берега к церкви подходит 15-метровый мостик. Вмещает около 50 человек, ещё столько же — его площадка.

## История
В начале XX века на киевской речной пристани была часовня святого Николая в русском стиле, построенная на средства городского общества спасения на водах, и разрушенная в 1930-х годах. Храмы на водах традиционно считаются памятниками погибшим речникам и морякам.
Строительство церкви началось 19 декабря 2003 года в день Святого Николая и велось на средства компании «Укрречфлот». Авторы проекта — Юрий Лосицкий и Елена Мирошниченко.
В 2004 году церковь святого Николая на намывном грунте была построена. Освящение состоялось 7 июля 2004 года в праздник Рождества Иоанна Предтечи митрополитом Киевским и всея Украины Владимиром (Сабоданом).
В храме хранится икона святого Николая, которой более 200 лет. По форме церковь немного напоминает цветущий каштан.

## Расположение
Храм находится в акватории реки Днепр на основе в виде круглой плиты на шпунтовых сваях, с набережной соединяется пешеходным мостиком. Храм крестообразной формы, с одним восьмигранным куполом. С четырёх сторон фасады украшены фигурными фронтонами с крещатыми окнами.
Ближайшие станции метро: Почтовая площадь и Контрактовая площадь.

## Галерея

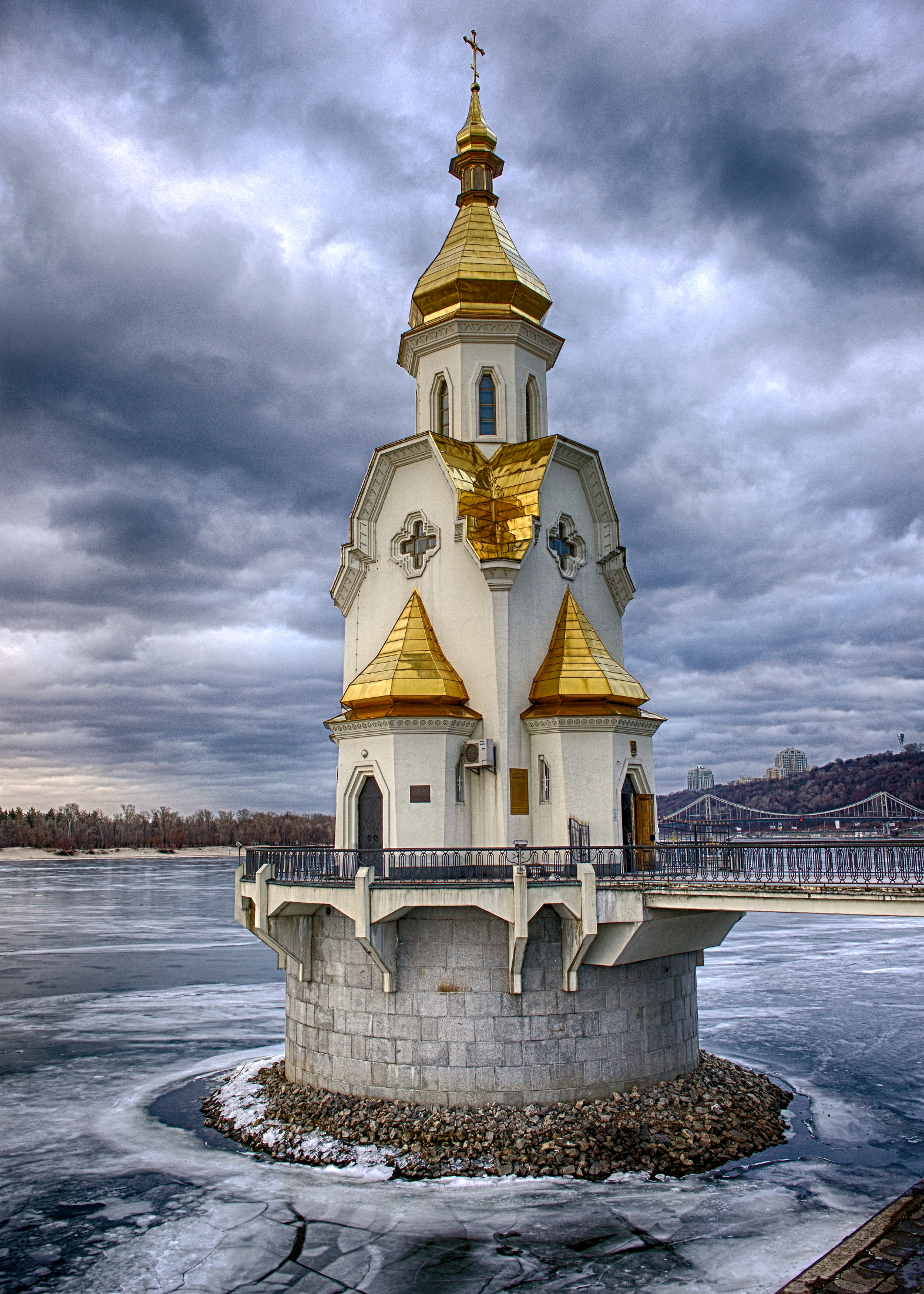